# Instituto Brasileiro de Educação, Ciência e Cultura
O Instituto Brasileiro de Educação, Ciência e Cultura (IBECC) é uma instituição cultural brasileira. Foi criado em 1946 por recomendação da UNESCO, permanecendo a ela vinculado e sendo o organizador da Comissão Nacional de Folclore, além de fornecer assessoria ao governo na definição de sua política cultural.
Mantém os projetos:
- Coletivos Educadores, articulando e promovendo ações de qualificação social e profissional dentro da educação ambiental, auxiliando na descentralização das políticas públicas com participação e autogestão social.
- Qualificação Social para o Educador Ambiental Popular, objetivando o desenvolvimento de um método e de um conjunto de materiais e procedimentos metodológicos para a  qualificação social de 300 Coletivos Educadores.
- Raízes Caipiras.
- Concurso Cientistas de Amanhã.
- Educação Científica, formando um ambiente pedagógico a partir do Concurso Cientistas de Amanhã.